# Fotheringhay
Pour le groupe de musique, voir Fotheringay.
Fotheringhay est un village et une paroisse civile du Northamptonshire, en Angleterre. Il est situé sur la Nene, à six kilomètres au nord-est d'Oundle. Au moment du recensement de 2001, il comptait 123 habitants.
Le château de Fotheringhay est, au XVe siècle, l'une des résidences des chefs de la maison d'York. Il n'en reste aujourd'hui que la motte castrale. L'église du village, monument classé de grade I, remonte au XIVe siècle.